# Золото (фільм, 1969)
«Золото» — радянський художній фільм, військова драма режисера  Даміра Вятича-Бережних, що вийшов в 1969 році. Фільм знятий за однойменним романом  Бориса Полевого.

## Сюжет
Старший касир банку Митрофан Ілліч Корецький вирішує не евакуюватися з прикордонного з Латвією містечка. З ним залишилася юна друкарка Муся Волкова — вона не встигла до транспорту. У будівлю банку два бійця принесли коштовності, які були підібрані з поштового вагона підірваного ешелону. Під самим носом у німецьких солдатів касир і друкарка виносять понад 17 кг коштовностей з міста. Фашисти дізнаються про цінний вантаж і починають пошук втікачів. В дорозі Митрофан Ілліч гине, і Муся продовжує шлях одна. Зустрічається з місцевими жителями, потрапляє в партизанський загін. Коштовності хотіли вивезти літаком, однак довелося нести золото пішки. Вона пройшла шістсот кілометрів по ворожих тилах до зустрічі з солдатами Червоної армії.

## У ролях
- Наталія Варлей —  Муся Волкова, друкарка в держбанку на прізвисько «Реп'ях»
- Олександр Плотников —  Митрофан Ілліч Корецький, старший касир банку
- Лариса Лужина —  Мотря Рубцова, знатна жівотноводка з колгоспу «Червоний орач»
- Віктор Перевалов —  Толя Златоустів, ремісник, партизан
- Олександр Январьов —  Микола Железнов, партизан
- Микола Крючков —  лісник, партизанський зв'язковий
- Валентина Ананьїна —  Варя, колгоспниця-партизанка
- Віра Бурлакова —  колгоспниця-партизанка
- Олександр Граве —  колгоспник-партизан, батько Мотрони
- Маргарита Жарова —  полонена
- Геннадій Морозов — єфрейтор
- Андрій Бухаров — син господарки будинку (озвучила Клара Рум'янова)
- Ольга Гаспарова — Зоя, дочка лісника
- Троадій Добротворський — Гольдштейн, лікар
- Зоя Ісаєва — колгоспниця-партизанка
- І. Канакова — епізод
- Світлана Коновалова — господиня будинку
- Станіслав Коренєв — гауптштурмфюрер СС
- Петро Любешкін — Інокентій, головний кондуктор ешелону
- Євген Марков — перекладач
- Т. Михайлова — епізод
- Олена Муратова — колгоспниця-партизанка
- Данило Нетребін — командир партизанського загону
- Ервінас Пятярайтіс — німецький солдат-конвоїр
- Алевтина Рум'янцева — жінка на концерті уві сні Мусі
- М. Соловйов — епізод
- Віктор Уральський — швець, партизан
- Володимир Ферапонтов — кондуктор Мирко
- Олев Ескола — німецький полковник
- Алла Скромова — епізод
- Олена Воробйова — епізод
- Микола Казаков — офіцер вермахту
- Тамара Прудникова — епізод

## Знімальна група
- Автори сценарію:  Борис Полевой,  Дамір Вятич-Бережних
- Режисер-постановник:  Дамір Вятич-Бережних
- Головний оператор:  Петро Сатуновський
- Художник-постановник:  Євген Черняєв
- Композитор:  Георгій Фіртич
- Звукооператор: О. Упеник
- Диригент:  Марк Ермлер
- Текст пісень: В. Орлов
- Директор картини: Є. Нагорна